# Vratislav Bělík

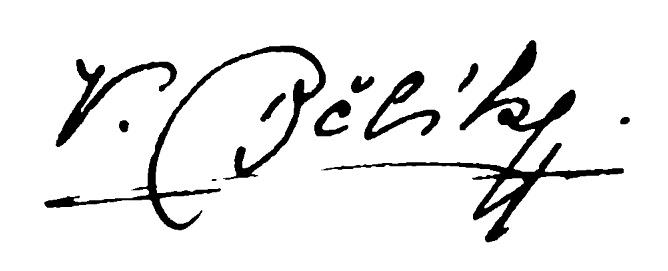

Vratislav Bělík (20. července 1900 Rouchovany – 17. října 1988 Břeclav) byl moravský učitel, národopisný spisovatel, věnoval se zejména Horácku a Podhorácku.

## Život
Narodil se v rodině obchodníka Josefa Bělíka (1867–1947) a Anny roz. Langrové (1871–1909). Jeho sourozenci byli: Josef (1902), Dobromila (1899), Oldřich (1904), Ladislav (1906) a Marie (1907). R. 1940 se oženil s Ludmilou Štollovou (1903–1988).
Vratislav Bělík navštěvoval obecnou školu v Rouchovanech (1906–1911), studoval na 1. české státní reálce v Brně (1911–1918) a následně vystudoval učitelský ústav. Začínal jako učitel matematiky, deskriptivní geometrie a kreslení na měšťance v Moravském Krumlově (1918–1922), svá mladá učitelská léta prožil na české měšťance ve Znojmě (1922–1938).
Ve Znojmě byl také členem Sokola, v jeho divadelním souboru pilně ochotničil. Sokol pořádal i hody, kde byl Vratislav Bělík prvním stárkem. Po záboru pohraničí odešel dělat ředitele školy do Mohelna (1938–1945). Po válce učil až do důchodu ve Vladislavi (1945–1960). R. 1964 se přestěhoval z Vysočiny do Mikulova. Jako důchodce suploval za nemocné učitele na mikulovských školách ve Valtické a Pavlovské ulici a také na středním odborném učilišti, vypomáhal též v nedalekých Valticích. Na sklonku života se Vratislav Bělík přestěhoval do domova důchodců v Břeclavi, kde zemřel 17. října 1988. Pochován byl na mikulovském hřbitově.
V roce 1922 vybudoval v Rouchovanech s R. Pavlíčkem muzeum, v roce 1931 navrhl a pomohl pořídit rouchovanské kroje, jeho přičiněním byla zakoupena Národní galerií gotická soška Madony rouchovanské. Od roku 1946 působil jako národopisný referent pro třebíčský okres.
Byl spolutvůrcem a obnovitelem zvykoslovných tradic v místech, kterými za svůj dlouhý život prošel a v nichž zanechal výraznou stopu. V Ketkovicích pomáhal zorganizovat první Vožení Krála v roce 1958. Přínos jeho práce na poli regionální etnografie je patrný a zásadní dodnes. Působil jako pořadatel obyčejových slavností, byl poradcem folklorních souborů, přednášel v Československém rozhlase i na četných vzdělávacích akcích.

### Přátelství s Vítězslavem Nezvalem
Vratislav Bělík se v mládí přátelil s Vítězslavem Nezvalem, měli i společnou lásku Anežku Průškovou ze Šemíkovic. Anežka se jim v roce 1918, kdy měli před maturitou, provdala. Dochovala se korespondence Vratislavu Bělíkovi.

### Publikační činnost
Publikoval řadu článků o výročních obyčejích a krojích, ale i o lidových řemeslech nebo nářečích. Přispíval do sborníků, novin a časopisů; z nich lze uvést: Od Horácka k Podyjí, Jiskra, Vlastivědný věstník moravský, věstník Národopisné společnosti čsl. v Praze.
V etnografickém časopise Národopisné aktuality (1964–1990) otiskli jeho příspěvky 
- Hrnčíř Jan Štoček a džbánkaři František a Jan Zavřelové[20],
- Milostné motivy na úvodních plinách na Moravskokrumlovsku[21],
- Znamení stromu na lidových výšivkách[22].

Ve Vlastivědném sborníku Vysočiny publikoval v letech 1956-1958 příspěvky:
- Cesty za horáckým sluncem
- Horácké štědrovečerní stádo
- Štukové výzdoby horáckých štítů na Třebíčsku
- Johan Burian, majstr stolařský z Mohelna
- U hrnčíře Františka Kubiše ve Vladislavi

### Lidové písně
V roce 1937 na gramofonovou desku firmy Esta nazpíval lidové písně Mor. Krumlovska a nahrál v nářečí z Rouchovan vypravování "Jak strécovi Sykorovimo hodeřilo do biča" a "Jak krava zežrala nárožáke".

## Z díla

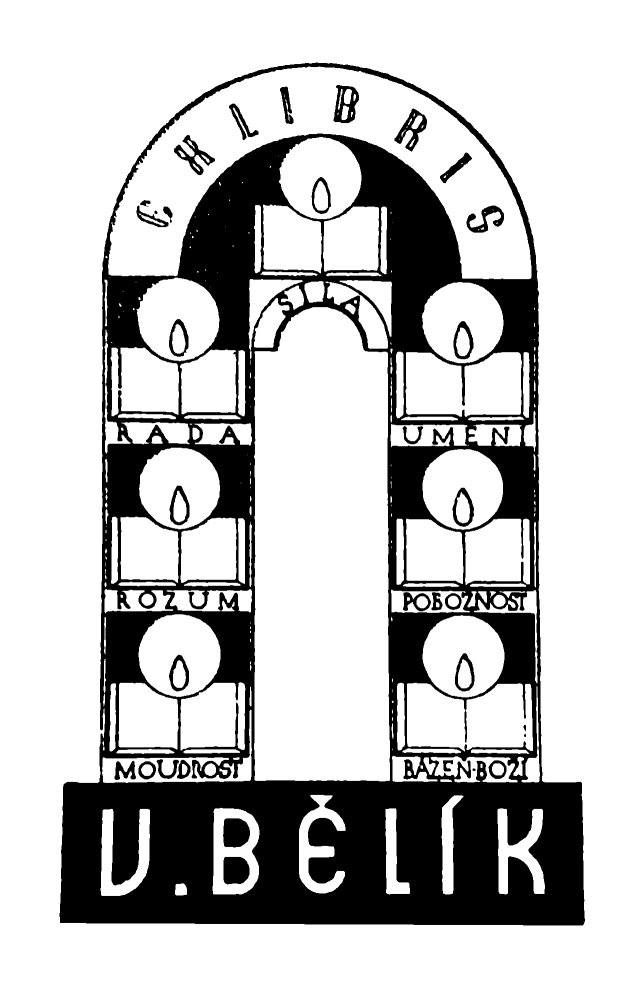
Exlibris Vratislava Bělíka

- Soubor deseti knižních značek Vratislava Bělíka, vlastním nákladem 1931
- Kostel Panny Marie v Rouchovanech, vlastním nákladem 1940
- Horácký zpěvník, Havlíčkův Brod 1954
- Povídání z Horácka, Havlíčkův Brod 1956
- Horácký lidový vzor v kreslení na národní a osmileté střední škole, Havlíčkův Brod 1959
- Horácká chasa I., II. a III., Třebíč 1965, 1966, 1967, o dospívající horácké mládeži na Třebíčsku, Náměšťsku, Moravskobudějovicku, Moravskokrumlovsku a Znojemsku
- Vzory horáckých výšivek pro nové použití, Třebíč 1979
- Vzory na horáckých kraslicích, Třebíč 1981
- O lidovém stavebnictví na Vysočině, Třebíč 1983
- Horácký kroj, Třebíč 1985

Jedinou vadou studií V. Bělíka je dobově poplatná snaha distancovat se od náznaků náboženské symboliky v lidové výzdobě, kterou nahrazuje odkazy na starořeckou či pohanskou úctu k živlům.
Bělikovy tvorby využil Bohuslav Pernica ve svém cyklu o zvycích a folklóru na Horácku a Podhorácku.

### Kraslice
Je autorem 4000 kraslic technikou zvanou "batik", u níž se kresba provádí nahřívaným kovovým plátkem a vřelým včelím voskem. Kraslicové tvorbě se věnoval hlavně v důchodu, do níž vedle původních horáckých motivů ze starých lidových výšivek zapracoval také motivy z Mikulovska. Na jeho kraslicích se tak začaly objevovat nejen vrby a letící divoké husy, ale i vinná réva, pohárky a koštýře.

### Betlémy
Bělíkovo "štědrovečerní stádo“ obsahovalo 11 oveček a jednoho pastýře a bylo zhotoveno z hliněného základu.